# Megaloharpya lequeuxi
Megaloharpya lequeuxi är en skalbaggsart som beskrevs av Allard 1993. Megaloharpya lequeuxi ingår i släktet Megaloharpya och familjen långhorningar. Inga underarter finns listade i Catalogue of Life.